# Regia Marina
Regia Marina (pol. „Królewska Marynarka Wojenna”) – marynarka wojenna Królestwa Włoch, istniejąca w latach 1861–1946.

## Historia

### Początki
Regia Marina narodziła się 17 marca 1861, razem z proklamacją Królestwa Włoch. Wywodziła się bezpośrednio z Narodowej Marynarki Włoskiej, powstałej 17 listopada 1860 z połączenia flot wojennych poszczególnych regionów składających się na zjednoczone państwo włoskie, przede wszystkim flot Sardynii (Piemontu) i Królestwa Obojga Sycylii (Neapolu), a w mniejszej części Księstwa Toskanii i Państwa Kościelnego. Marynarka Sardynii, a następnie Narodowa Marynarka Włoska, brała udział w walkach zjednoczeniowych. Jako że królestwo przed swym powstaniem składało się z wielu księstw i kilku królestw, marynarka w pierwszej kolejności musiała zintegrować wszystkie floty wojenne, połączyć dowództwa, ustalić flotylle i dywizjony, itp. Marynarka w 1861 roku, po redukcji starych jednostek, miała 97 okrętów o tonażu 112.726 ton.
Stopnie wojskowe, umundurowanie i regulaminy wzorowano na marynarce piemonckiej, natomiast zasady operacyjne przejęto z marynarki neapolitańskiej, jako lepsze. 6 listopada 1881 powołano narodową akademię marynarki w Livorno, z połączenia istniejących wcześniej szkół morskich w Genui (piemonckiej) i Neapolu. Powstanie marynarki włoskiej zbiegło się w czasie z rewolucją techniczną w budowie okrętów, spowodowaną pojawieniem się pancerza i udoskonalaniem napędu mechanicznego. Pomimo częstych zmian ministrów marynarki (m.in. admirał Carlo di Persano w okresie 3 marca – 8 grudnia 1862), marynarka zamówiła szereg będących wówczas nowością okrętów pancernych, głównie w stoczniach zagranicznych (włoskie stocznie nie miały jeszcze wówczas odpowiedniego potencjału i doświadczenia).
Podczas wojny z Austrią w 1866 roku marynarka włoska dysponowała już 12 okrętami pancernymi i 11 dalszymi w różnych stadiach budowy, chociaż były one różnej jakości. Wśród nich znajdował się awangardowy wieżowy taranowiec pancerny „Affondatore”. Mimo to, flota włoska pod dowództwem admirała Carlo di Persano poniosła porażkę w walce ze słabszą pod względem liczebnym i technicznym, lecz lepiej dowodzoną marynarką austriacką 20 lipca 1866 w bitwie pod Lissą (chociaż z punktu widzenia materialnego, Włosi utracili tylko dwa okręty pancerne).
Po bitwie pod Lissą marynarka włoska przeżyła kilkuletni okres regresu, wiążący się z rozczarowaniem społecznym porażką i znacznym zmniejszeniem jej budżetu. We wrześniu 1870 z trudem zdołano wyekwipować eskadrę 10 okrętów pancernych do ataku na Civitavecchia, należące do Państwa Kościelnego. Dopiero w latach 70. XIX wieku sytuacja zaczęła się stopniowo poprawiać, za czasów ministrów marynarki kontradmirała Augusto Riboty (1871–1873) i kontradmirała Simone de Saint Bon (1873–1876). Ponieważ Włochy nie mogły pozwolić sobie finansowo na budowę licznej floty, postawiono na jakość okrętów, projektowanych i budowanych głównie w kraju. Nowe projekty utalentowanych konstruktorów Benedetto Brina, a później Vittorio Cunibertiego, wywoływały duże zainteresowanie w kręgach morskich na świecie, w tym w dominującej w dziedzinie konstrukcji okrętów Wielkiej Brytanii. Polityka ta doprowadziła do przejściowego zajęcia przez marynarkę włoską pod koniec XIX wieku trzeciego miejsca pod względem siły na świecie, po Wielkiej Brytanii i Francji.

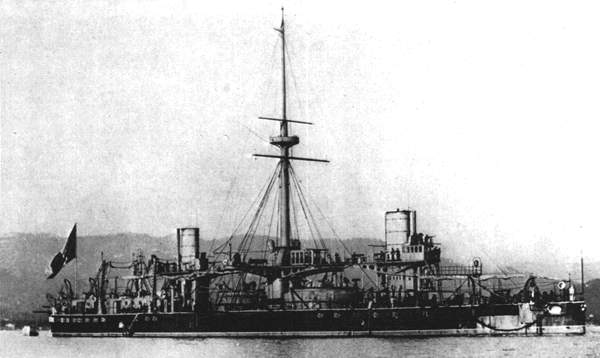
Pancernik „Caio Duilio” z 1880

W latach 1880–1882 weszły do służby dwa silne pancerniki wieżowe projektu Brina: „Caio Duilio” i „Enrico Dandolo”, uzbrojone w działa największego kalibru na świecie (450 mm), a w połowie lat 80. – dwa wówczas najszybsze, chociaż słabo opancerzone pancerniki „Italia” i „Lepanto”, uważane za jedne z przodków krążowników liniowych. W kolejnych latach budowano dalsze pancerniki i krążowniki, w tym najliczniejszą na świecie serię krążowników pancernych typu Garibaldi, które odniosły pewien sukces komercyjny na świecie. Cuniberti był jednym z twórców idei dużego pancernika uzbrojonego w liczne działa jednego kalibru, która doprowadziła na świecie do powstania brytyjskiego przełomowego HMS „Dreadnought” i klasy drednotów. Rozwijano też, zgodnie z tendencjami światowymi, okręty torpedowe, w tym niszczyciele, aczkolwiek początkowo we współpracy z firmami zagranicznymi. W 1897 zaczęto stosować łączność radiową, której wprowadzanie nadzorował sam Guglielmo Marconi. W 1907 powołano Centralny Sztab Morski. W tym okresie okręty dla marynarki włoskiej zaczęto budować już tylko w stoczniach krajowych. Bardzo wcześnie, już w 1909 r., powołano lotnictwo marynarki (Regia Aeronautica di Navale). Podobnie, jak w przypadku innych mocarstw europejskich, praktycznie od początku okręty włoskie stacjonowały także w Chinach i Ameryce Południowej w celu zabezpieczania włoskich interesów. Marynarze włoscy brali udział m.in. w interwencji europejskiej podczas powstania bokserów.
Marynarka włoska została użyta na dużą skalę podczas wojny z Turcją, od 29 września 1911 do października 1912 roku. Wówczas przede wszystkim osłaniała transport i desant wojska w Libii, ostrzeliwując tam w październiku cele lądowe, ponadto brała udział w akcjach bojowych na Morzu Jońskim, Morzu Czerwonym, u wybrzeży Syrii i w Dardanelach oraz w zajęciu Dodekanezu. W nocy na 19 lipca 1912 r. pięć torpedowców włoskich pod dowództwem komandora Enrico Millo weszło do cieśniny Dardanele zamierzając dokonać ataku torpedowego na kotwiczące tam główne siły tureckie; śmiały rajd nie osiągnął celu, lecz mimo to wywarł duże wrażenie propagandowe we Włoszech.

## I wojna światowa
Flota włoska początkowo była przewidywana do walki z Francją, w składzie Trójprzymierza, lecz po wybuchu I wojny światowej Włochy pozostały neutralne, a ostatecznie wystąpiły 23 maja 1915 przeciw Austro-Węgrom, które zajmowały włoskie terytoria. Dowódcą floty włoskiej podczas wojny był Luigi di Savoia, książę Abruzji. W dziedzinie pancerników, Włochy wybudowały przed wojną 6 drednotów („Dante Alighieri”; „Giulio Cesare”, „Conte di Cavour” i „Leonardo da Vinci” typu Cavour; „Andrea Doria” i „Caio Duilio” typu Doria) oraz posiadały 4 względnie nowe przeddrednoty typu Regina Elena, 2 starsze  typu Regina Margherita i kilka dalszych przestarzałych okrętów tej klasy. Włochy posiadały niewielką przewagę ilościową nad flotą austro-węgierską w większości klas okrętów, z wyjątkiem nowoczesnych lekkich krążowników (których miały jedynie 3), co okazało się słabością w świetle charakteru działań przyszłej wojny na Adriatyku, skupionych na siłach lekkich. Częściowo kompensowano ten ostatni brak budową dużych niszczycieli, silnie uzbrojonych w działa kalibru 152 mm, które to uzbrojenie jednak okazało się niepraktyczne. Z większych okrętów, marynarka włoska posiadała też 10 krążowników pancernych, w większości przestarzałych oraz kilkanaście starych krążowników pancernopokładowych. Pancerniki włoskie nie brały jednak udziału w poważniejszych akcjach podczas wojny, co było głównie spowodowane brakiem aktywnych działań dużych okrętów Austro-Węgier. Od używania dużych okrętów odstraszały ponadto Włochów austro-węgierskie i niemieckie okręty podwodne, które wkrótce po przystąpieniu Włoch do wojny zatopiły w lipcu 1915 dwa krążowniki pancerne.
Bezpośrednio po wypowiedzeniu wojny, włoska marynarka okazała się niezdolna, aby zapobiec bombardowaniu wybrzeży Włoch przez okręty austro-węgierskie 24 maja 1915, lecz akcje tego typu nie zostały już powtórzone. Największą aktywność podczas wojny wykazywały włoskie okręty podwodne oraz siły lekkie w postaci niszczycieli, torpedowców i kutrów torpedowych i patrolowych. Przede wszystkim też okręty tych klas budowano w toku wojny, mimo braków materiałowych. Do większych starć dochodziło zwłaszcza wokół utrzymywanej głównie przez sprzymierzonych Brytyjczyków blokady cieśniny Otranto, utrudniającej wyjście z Adriatyku okrętów austro-węgierskich. Największe sukcesy marynarka włoska osiągnęła na polu rozwoju i wykorzystania nowej klasy kutrów torpedowych, oznaczanych MAS. Podczas wojny zbudowano ich 299, dalsze 50 uzyskano ze Stanów Zjednoczonych. Kutry MAS odniosły największy sukces marynarki włoskiej, topiąc austro-węgierski pancernik SMS „Szent István” 10 czerwca 1918, a wcześniej zatopiły pancernik przybrzeżny „Wien”. Włosi rozpoczęli też pionierskie prace nad rozwojem morskich sił specjalnych – włoscy płetwonurkowie bojowi zatopili pod koniec wojny pancernik SMS „Viribus Unitis” w bazie w Poli. Innym rodzajem sił intensywnie wykorzystywanych i rozbudowywanych podczas wojny były monitory i pływające baterie, wspomagające wojska walczące na froncie lądowym. W 1916 zawieszono natomiast budowę rozpoczętych w latach 1914-15 czterech nowych pancerników – superdrednotów typu Francesco Caracciolo, z których dokończenia zrezygnowano już po wojnie.
Regia Marina poniosła podczas wojny stosunkowo znaczne straty, tracąc trzy pancerniki; z tego dwa w swoich bazach, na skutek wybuchów amunicji, będących prawdopodobnie efektem austriackiego sabotażu (przeddrednot „Benedetto Brin” w Brindisi 27 września 1915 i drednot „Leonardo da Vinci” w Tarencie 2 sierpnia 1916) oraz jeden na niemieckich minach (przeddrednot „Regina Margherita” 11 grudnia 1916). Z większych okrętów, utracono ponadto dwa wspomniane krążowniki pancerne „Amalfi” (7 lipca 1915) i „Giuseppe Garibaldi" (18 lipca 1915), 2 małe krążowniki, 8 niszczycieli, 6 torpedowców, 12 okrętów podwodnych i 12 mniejszych okrętów artyleryjskich oraz 267 samolotów lotnictwa morskiego i 7 sterowców.
Symbolicznym sukcesem Marynarki Królewskiej było czasowe przejęcie okrętów austro-węgierskich pod sam koniec wojny, na skutek zajęcia 5 listopada 1918 bazy w Poli, aczkolwiek później podlegały one podziałowi między zwycięskie państwa, dokonanemu w styczniu 1920. W ramach reparacji wojennych do włoskiej marynarki wcielono 2 austriackie i 3 niemieckie krążowniki lekkie, 7 austriackich i 3 niemieckie niszczyciele oraz okręty pomocnicze. Część innych okrętów floty austro-węgierskiej, w tym pancerniki i okręty podwodne, przyznana Włochom, została tam złomowana. Po wojnie, marynarka włoska miała łączny tonaż ok. 450.000 t.

### Po I wojnie światowej
Po wojnie znowu potencjalnym przeciwnikiem Włoch stała się Francja, której interesy ścierały się z Włochami w Afryce północnej, zwłaszcza w świetle mocarstwowej i kolonialnej polityki Benita Mussoliniego. Regia Marina zaczęła dążyć do osiągnięcia stanu równowagi z większą od niej flotą francuską (Marine nationale), mimo że Francuzi oprócz sił na Morzu Śródziemnym musieli utrzymywać także siły na Atlantyku. Dążenia te zostały usankcjonowane przyznaniem obu flotom takiego samego docelowego limitu wyporności pancerników (175.000 ton standardowych) i lotniskowców przez traktat waszyngtoński, na międzynarodowej konferencji rozbrojeniowej w Waszyngtonie w 1922 r. Pomimo wprowadzenia ogólnego zakazu budowy nowych pancerników, Francji i Włochom zezwolono zbudować po dwie jednostki na wymianę starych okrętów, z czego jednak nie skorzystały przez najbliższe 10 lat z powodu powojennych trudności finansowych. W praktyce limit 60.000 ts dotyczący lotniskowców okazał się bez znaczenia, gdyż Włochy nie zdecydowały się w okresie międzywojennym na budowę okrętów tej klasy, posiadając dogodne rozmieszczenie baz lotniczych na lądzie, a Francuzi zbudowali tylko jeden.
Wobec zakazu budowy pancerników, ciężar wyścigu zbrojeń na świecie przeniósł się na krążowniki, których Włosi zbudowali stosunkowo dużą liczbę. Pomiędzy 1925 a 1933 rokiem rozpoczęto budowę 12 krążowników lekkich i 7 okrętów nowej klasy krążowników ciężkich (Francja odpowiednio 11 i 7). W kwestiach niszczycieli i okrętów podwodnych natomiast przodowała Francja. Oba państwa nie ratyfikowały części III traktatu londyńskiego z 1930 roku, nakładającej ograniczenia na liczbę krążowników i niszczycieli, mimo to, 1 marca 1931 zdecydowały się zawrzeć między sobą układ rzymski, zgodnie z którym zaprzestały budowy dalszych krążowników ciężkich. Włoskie krążowniki lekkie ogólnie były znane jako typy Condottieri (kondotierzy), od swoich nazw. Pierwsze dwie serie typów Condottieri (di Giussano i Cadorna), nie były jednak udane. W założeniu miały zwalczać francuskie wielkie niszczyciele, lecz wielkie prędkości rozwijane przez nie na próbach, nie były osiągane w normalnej eksploatacji, natomiast były one słabo opancerzone i zbyt lekko zbudowane. Kolejne serie oferowały stopniowo lepsze i bardziej zrównoważone charakterystyki, aż do piątej serii (Duca degli Abruzzi), stanowiącej udane, dobrze uzbrojone i opancerzone okręty. Tuż przed II wojną światową powrócono do koncepcji małych, szybkich i praktycznie nieopancerzonych krążowników mających zwalczać niszczyciele, rozpoczynając budowę licznego typu Capitani Romani, lecz tylko trzy okręty weszły do służby podczas wojny. W dziedzinie krążowników ciężkich, oprócz trzech słabo opancerzonych, lecz szybkich jednostek typów Trento i Bolzano, zbudowano cztery silnie opancerzone okręty typu Zara, będące jednymi z najbardziej udanych krążowników ciężkich na świecie, w udany sposób łączących siłę ofensywną i opancerzenie.
W latach 30. Włosi powrócili do rozwijania klasy pancerników, wraz z powrotem do ich budowy na świecie. Po przystąpieniu przez Francję do budowy nowych pancerników typu Dunkerque, w latach 1933-1940 poddano bezprecedensowej całkowitej rekonstrukcji cztery przestarzałe drednoty typów Conte di Cavour i Caio Duilio. W efekcie powstały praktycznie nowe okręty, szybsze, lepiej uzbrojone (działa 320 mm w miejsce 305 mm) i nieco lepiej chronione przed pociskami i torpedami. Zwiększyło to ich możliwości bojowe, chociaż siłą ognia i opancerzeniem nadal znacznie ustępowały brytyjskim superdrednotom z I wojny światowej, stanowiącym trzon Floty Śródziemnomorskiej (uzbrojonym w działa 381 mm), przewyższając je tylko szybkością. Oprócz tego, Włosi podjęli budowę czterech nowoczesnych pancerników typu Littorio (nazywane też typem Vittorio Veneto), z których dwa weszły do służby na początku 1940 roku, a trzeci w 1942. Pomimo pewnych wad, były to szybkie, silnie uzbrojone i nieźle opancerzone okręty, porównywalne z najlepszymi pancernikami tego okresu na świecie.
W zakresie niszczycieli, Włosi budowali w okresie międzywojennym jednostki średniej wielkości, z wyjątkiem serii 12 dużych niszczycieli typu Navigatori i 3 typu Leone. Pogoń za osiąganiem dużych prędkości przynosiła w kolejnych typach, budowanych zwykle po 4 jednostki, jedynie ograniczone rezultaty. Kulminację poszukiwań właściwego niszczyciela stanowił budowany tuż przed wojną i podczas niej najliczniejszy typ niszczycieli marynarki włoskiej Soldati. Specyfiką floty włoskiej wśród marynarek światowych była budowa od drugiej połowy lat 30. dużej liczby nowoczesnych torpedowców (typu Spica i pochodnych), która to klasa okrętów była już rzadko budowana na świecie. Flota włoska przewidywała użycie torpedowców jako tańszych od niszczycieli okrętów eskortowych, wystarczających na Morze Śródziemne. Okręty te wyewoluowały w toku swojego rozwoju w odpowiedniki niszczycieli eskortowych (typy Orsa i Ciclone). W chwili przystąpienia do wojny w czerwcu 1940 w służbie znajdowało się 57 niszczycieli i 67 torpedowców.
Włochy w okresie międzywojennym zbudowały bardzo liczną flotę okrętów podwodnych (drugą wówczas co do wielkości po ZSRR) – w czerwcu 1940 w służbie było ich 115, należących do wielu typów. Wiele z nich jednak ustępowało walorami taktycznymi jednostkom zagranicznym. Budowano też miniaturowe okręty podwodne.
W hiszpańskiej wojnie domowej brała udział 58 flota, która jako członek Corpo Truppe Volontarie (włoskich sił ekspedycyjnych wspomagających narodowców gen. Franco) została sformowana w Legion Sottomani, który wziął udział w operacji Ursula.

## II wojna światowa
Regia Marina brała udział w akcjach przeciw konwojom Royal Navy, gdzie odniosła pewne sukcesy (zatopienie 100 statków i okrętów na tej drodze — częściowo we współdziałaniu z Niemcami).
Na początku wojny wiele z okrętów zostało zniszczonych lub uszkodzonych podczas ataku na Tarent, który posłużył za przykład Japończykom podczas ataku na Pearl Harbor. Po tym niepowodzeniu wielki admirał ks. Paolo Thaon di Revel i Angelo Iachino uzgodnili nową strategię walk. Radary miały wyszukiwać okręty wroga, a flotylle szybko podpływać i niszczyć jednostki nieprzyjaciela.
Mimo to doszło do kilku dużych bitew (np. Matapan, Syrta). Bitwy te wykazały, że Regia Marina jest w stanie odnosić sukcesy wyłącznie przy dużej przewadze własnej (Syrta) lub wsparciu Niemców (bitwy konwojowe w okolicach Malty). W innej sytuacji zwyciężali alianci.
Włosi operowali także na Morzu Czerwonym (z baz w Erytrei), na którym ich jednostki przeszkadzały w transporcie przez Kanał Sueski i atakowały samotne statki wroga. Prowadziły również blokadę Malty.
Revel postanowił wysłać kilka okrętów na Atlantyk, gdzie tonaż zatopionych przez nie okrętów wyniósł 593 864 t, a straty w ludziach wynosiły 106 zabitych marynarzy. Okręty królewskie walczyły również na Pacyfiku (z baz w Kobe i Misawa), gdzie okręty Conte Verde, Cagni, Lepanto, Carlotto i Cappelini wzięły udział w walkach o Filipiny i Nową Gwineę. W czerwcu 1942 Włosi wysłali drogą lądową cztery kutry torpedowe MAS na jezioro Ładoga, gdzie działały od lipca do października, atakując radzieckie transporty dostarczające zaopatrzenie do oblężonego Leningradu (topiąc jedną kanonierkę i transportowiec).

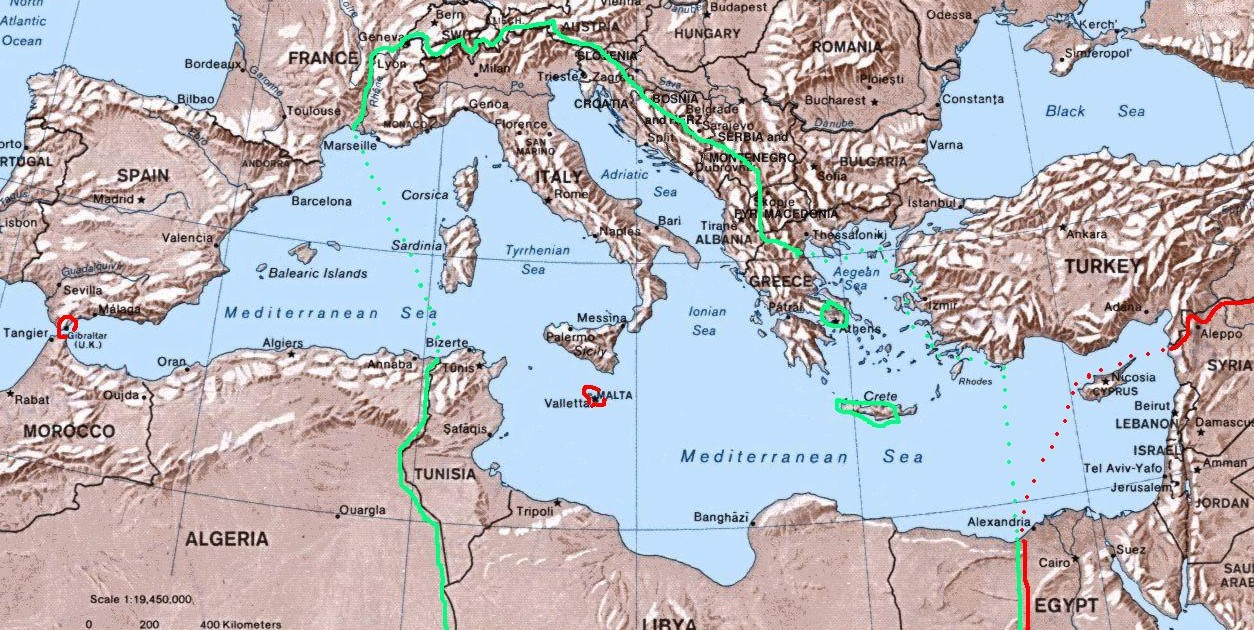
1942 – największy zasięg panowania Regia Marina

Włoskie okręty wojenne w czasie II wojny światowej:
- Pancerniki:
  - typ Cavour: „Conte di Cavour”, „Giulio Cesare” (zmodernizowane pancerniki z I wojny światowej)
  - typ Andrea Doria: „Andrea Doria”, „Caio Duilio” (zmodernizowane pancerniki z I wojny światowej)
  - typ Vittorio Veneto: „Littorio”/„Italia”, „Vittorio Veneto”, „Roma”, „Impero(inne języki)”
- Ciężkie krążowniki
  - typ Trento: „Trento”(inne języki), „Trieste”(inne języki), „Bolzano”
  - typ Zara: „Zara”, „Fiume”, „Pola”, „Gorizia”
  - typ San Giorgio: „San Giorgio”(inne języki)
- Lekkie krążowniki
  - typ Condottieri
  - typ Di Giussan: „Alberto di Giussano”, „Alberico da Barbiano”(inne języki), „Bartolomeo Colleoni”, „Giovanni delle Bande Nere”(inne języki)
  - typ Cadorna: „Luigi Cadorna”, „Armando Diaz”
  - typ Duca d'Aosta: „Emanuele Filiberto Duca d'Aosta”, „Eugenio di Savoia”
  - typ Duca degli Abruzzi: „Luigi Savoia Duca degli Abruzzi”, „Giuseppe Garibaldi”
  - typ Raimondo Montecuccoli(inne języki): „Raimondo Montecuccoli”(inne języki), „Muzio Attendolo”(inne języki)
  - typ Capitani Romani: „Attilio Regolo”, „Giulio Germanico”, „Pompeo Magno”(inne języki), „Scipione Africano”, „Ulpio Traiano”
  - typ Taranto: „Taranto”, „Bari”
- Niszczyciele:
  - typ Leone: 3 okręty – 2283 t, „Leone”, „Pantera”, „Tigre”
  - typ Navigatori: 12 okrętów – 2010 t,  „Alvise da Mosto”, „Antonio da Noli”, „Antonio Pigafetta”, „Antoniotto Usodimare”, „Emmanuele Pesagno”, „Giovanni da Verazzano”, „Lanceloto Malocello”, „Leone Pancaldo”, „Luca Tarigo”, „Nicoloso da Recco”, „Nicolo Zeno”, „Ugolino Vivaldi”
  - typ Oriani or Poeti: 4 okręty – 1950 t, „Vittorio Alfieri”, „Giosué Carducci”, „Vincenco Gioberti”, „Alfredo Oriani”
  - typ Soldati: 12 okrętów podzielonych na dwie podklasy pierwszą (Camicia Nera) i drugą – 1620 t, „Alpino”(inne języki), „Artigliere”(inne języki), „Ascari", „Aviere”(inne języki), „Bersagliere”(inne języki), „Carabiniere”(inne języki), „Corazziere”(inne języki), „Fuciliere”(inne języki), „Geniere”(inne języki), „Granatiere”(inne języki), „Lanciere”(inne języki)
  - typ Maestrale: 4 okręty – 1449 t, „Grecale”(inne języki), „Libeccio”(inne języki), „Maestrale”(inne języki), „Scirocco”(inne języki)
  - typ Dardo: 4 okręty – 1450 t, „Dardo”, „Freccia”, „Saetta”, „Strale”
  - typ Mirabello: 2 okręty – 1383 t, „Carlo Mirabello”(inne języki), „Augusto Riboti”
  - typ Folgore: 4 okręty – 1220 t, „Baleno”, „Folgore”, „Fulmine”, „Lampo”
  - typ Borea (Turbine) 8 okrętów – 1092 t, „Aquilone”(inne języki), „Borea”(inne języki), „Espero”(inne języki), „Euro”, „Nembo”(inne języki), „Ostro”, „Turbine”(inne języki), „Zeffiro”(inne języki)
  - typ Sauro: 4 okręty – 1058 t, „Cesare Battisti”, „Daniele Manin”, „Francesco Nullo”(inne języki), „Nasario Sauro”
  - typ Sella: 2 okręty – 935 t, „Quintino Sella”, „Francesco Crispi”
- Krążowniki pomocnicze:
  - typ Ramb: 4 okręty – 3667 t, „Ramb I”, „Ramb II”, „Ramb III”, „Ramb IV”.

## Likwidacja
Rozformowanie jednostki nastąpiło razem z referendum konstytucyjnym z 2 czerwca 1946, kiedy to większością 54,3% społeczeństwo włoskie zadecydowało o zmianie ustroju. Jej okręty, dowódcy i sztab przeszli do Marina Militare.